# Kostel Obrácení svatého Pavla v Templu
Kostel Obrácení svatého Pavla v Templu byl raně barokní pražský kostel vystavěný v 60. letech 17. století na místě, které údajně patřilo řádu templářů spolu se špitálem. Na jeho základech byl postaven dům V templu, čp. 589/I v Celetné ulici 13 s průchodem do Templové ulice na Starém Městě.
Název domu „V Templu“ je doložen k roku 1363 (50 let po zrušení templářského řádu), kdy jej od Mary Vilemíny a Otty Posenpacha získal Mikuláš z Koblenze. Již v roce 1413 se do domu nastěhovaly bekyně a zůstaly v něm i v období husitství do roku 1433. 
V roce 1631 získal dům Pavel Michna z Vacínova od Albrechta z Valdštejna.
Jako stavitel kostela bývá uváděn Giovanni Domenico Orsi, ale mohl jím být i Carlo Lurago či Francesco Caratti. Byl vysvěcen 5. října 1673. Za josefinských reforem byl ovšem kostel i se špitálem zrušen, 1801 přestavěn na obytný dům, dodneška se z něj zachovala jen část vnitřních konstrukcí a kleneb.